# Ponte das Tetas

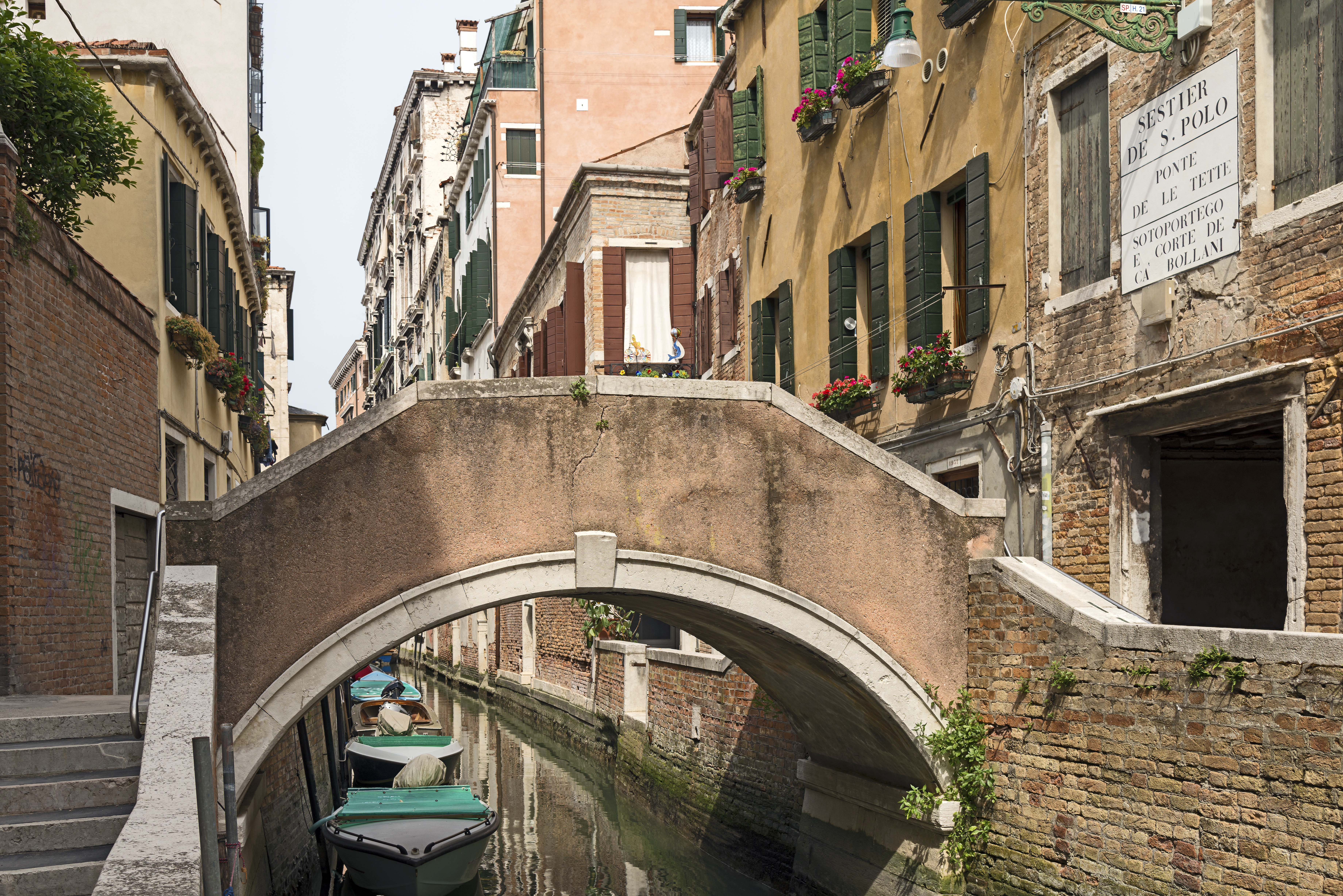
Ponte delle Tette, Veneza

Ponte delle Tette é uma pequena ponte sobre o canal de São Câncio, na freguesia de San Cassiano, Veneza, Itália, nos sestieres de San Polo e Santa Croce.
O nome ("Ponte das Tetas") vem do uso da ponte por prostitutas, que eram encorajadas a mostrar os seios na ponte e em janelas próximas  para atrair e converter suspeitos de homossexualidade

## História
A Serenissima restringiu a prostituição em Veneza à área de Carampane di Rialto num decreto oficial em 1412. As prostitutas, ou cortesãs, como eram chamadas; ficaram muito restringidas no perímetro e comportamento autorizados. Os edifícios da área tornaram-se propriedade da Sereníssima quando o último membro da poderosa família  Rampani morreu sem deixar herdeiros. Um toque de recolher obrigatório foi-lhes então imposto, e elas não podiam sair da área, excepto aos sábados, sendo obrigadas a usar um lenço amarelo, em vez do lenço branco das mulheres casadas. As prostitutas não podiam trabalhar em certos dias santos, com trangressões às regras podendo resultar em flagelação.
Durante o século XVI, as prostitutas encontraram forte competição de homossexuais e pediram formalmente ajuda ao Doge.  As autoridades, decididas a suprimir a homossexualidade (que era percebida como um problema social), permitiram que as prostitutas exibissem os seios em varandas e janelas perto da ponte para atrair clientela.
À noite, eram autorizadas a usar lanternas para iluminar e exibir os seios. Para desviar com tal incentivo os homens de pecados anti-natura, a Sereníssima pagava também às prostitutas para se manterem em fila na ponte com os seios expostos. A exibição dos seios servia também para excluir as prostitutas travestis.
Os impostos à prostituição obrigatorios pela Sereníssima em 1514 ajudaram a financiar as escavações no Arsenale. Um escritor estimou que haviam cerca de 11.654 prostitutas  em Veneza naquela época. Perto ficava o Traghetto Del Buso (Barco do Buraco), onde os clientes das prostitutas atravessavam o Grande Canal para entrar no quarteirão da prostituição.
Casanova era tido como um visitante assíduo.
Essa situação continuou até o século XVIII quando, para estimular o turismo, as prostitutas mais jovens foram autorizadas a trabalhar em toda a cidade enquanto as mais velhas e menos atraentes eram restritas ao vizinho Rio terà delle Carampane.